# Ларионов, Никита Ларионович
Ники́та Ларио́нович Ларио́нов (7 февраля 1932, деревня Кармалы, Чувашская АССР — 21 сентября, 2014, село Аликово, Чувашская Республика) — член Союза писателей Чувашии (1991), Союза писателей России, мастер спорта СССР.

## Жизнь и творчество
Родился в деревне Кармалы Аликовского района Чувашии. Начальное и среднее образование получил в Тенеевской и Аликовской средней школах.
Получил высшее образование на факультете чувашского языка и литературы Чувашского педагогического института.
В 1953 году на первенстве Чувашии среди учебных заведений по лыжам стал чемпионом республики.
В 1969 году на первенстве России выполнил норму мастера спорта СССР.
Работал в Хирлеппосинской восьмилетней школе учителем физкультуры (первая книга увидела свет в эти годы), в Аликовской средней школе им. И. Я. Яковлева учителем чувашского языка и литературы.
Жил и творил в селе Аликово, был активным общественником. Человек с трудным детством, испытавший все тяготы военного лихолетья, он писал стихи, рассказы, повести, полные оптимизма, любви к жизни, веры в прекрасное. Никита Ларионович одинаково успешно работал и в прозе, и в поэзии. Его произведения печали журналы «Тӑван Атӑл» (Родная Волга), «Ялав» (Знамя) и газета «Пурнӑç ҫулěпе» (По жизненному пути).
В 2000 году вышел в свет сборник стихов «Чěре тапнӑ чух» («Пока бьётся сердце»). К 150-летию Аликовской средней школы им. И. Я. Яковлева Никита Ларионович написал замечательное стихотворение «Кунта вереннӗ эпӗ…» (Здесь учился я…) (2004 г). Он не только учился, но и работал в Аликовской СОШ. К 80-летию образования Аликовского района (октябрь 2007) написал стихотворение «Элӗк Ен» (Аликовский край). Тема родного края была для писателя главной в его творчестве.
Будучи истинным подвижником здорового образа жизни, Никита Ларионович всегда принимал участие в международных спортивных состязаниях среди ветеранов, занимал призовые места. В 1990 году в Будапеште на ЧЕ по спортивной ходьбе среди ветеранов в возрастной категории 55-59 лет на дистанциях 5 км и 20 км занял 3-е место.
В 1991 году на зимнем первенстве среди ветеранов (Будапешт) на 5 км занял 3 место.
В 1996 году Никита Ларионович на соревновании по спортивной ходьбе (шоссе, 30 км) в бельгийском Брюгге в личном и командном зачёте завоевал медали.
22 сентября 2014 года сердце замечательного человека перестало биться. Похоронили его на сельском кладбище вблизи Аликово рядом с могилой жены.

## Произведения
Никита Ларионов печатал рассказы, повести, романы в газетах и журналах. Написал более 15 книг. Наиболее известные:
- «Йěпкěн хěрлě хӑю», («Пунцово-красная ленточка»)
- «Олимпийский балл», роман 1986 («Олимп каҫалӑкӗ»), Москва, на русском языке.
- «Хӗр тупри» (Девичье богатство), Аликово-Чебоксары, 2001.
- «Ват ӑшши» (Бабье лето), Чебоксары, 2010.
- «Асамлӑ маҫ» (Волшебная мазь), Чебоксары, 2012.